# ドラゴンボールZ バトル体感かめはめ波〜おめぇとフュージョン〜
『ドラゴンボールZ バトル体感かめはめ波〜おめぇとフュージョン〜』（ドラゴンボールゼット バトルたいかんかめはめは おめぇとフュージョン）は、新世代により開発、バンダイから発売された日本のゲーム。2005年11月12日に発売された。このゲームは、体感ゲームのシリーズ「Let's! TV プレイ」のひとつである。

## 概要
このゲームは、専用のコントローラーを用いることにより、漫画『ドラゴンボール』に登場する「かめはめ波」をはじめとする技が再現できるという特徴を持つ。専用のコントローラーは「ドラゴンバンド」とよばれる。ドラゴンバンドを手に装着して技の動作をすることにより、テレビ内のキャラクターがその技を放つようになっている。ゲームタイトルにある「おめぇとフュージョン」は、プレイヤーと漫画の主人公・孫悟空が一体化するという意味がこめられている。
ゲームモードは「ストーリー」「フリーバトル」「ミニゲーム」の3種類がある。ストーリーモードは、アニメ『ドラゴンボールZ』の内容に沿った物語が展開されるモードであり、かめはめ波などの技を使いながら同アニメに登場する敵キャラクターと次々に対戦していくモードである。フリーバトルモードは、ストーリーモードに登場する敵キャラクターと自由に対戦できるモードである。ミニゲームモードは、ストーリーモードで登場するミニゲームをプレイできるモードであり、ゲームは3種類ある。
また、ゲームにはパスワード入力画面があり、特定のパスワードを入力することで何らかの特典が得られる。パスワードは『データカードダス ドラゴンボールZ』第6弾などに記載されている。

## 続編
2006年10月28日に続編の『ドラゴンボールZ バトル体感かめはめ波2 〜オッスおめぇ悟空 天下一武道会〜』が発売された。パートナーキャラクターが選べるようになり、体感できるキャラクターが前作と比べて大幅に増えている。開発は新世代、発売はバンダイ。
2007年11月10日に新システム「スカウター」を備えた『ドラゴンボールZ スカウターバトル体感かめはめ波 〜おらとおめぇとスカウター〜』が発売された。スカウターを装着して敵の戦闘力を測ることが出来る。開発はコト、発売はバンダイ。
2008年11月15日には『週刊少年ジャンプ』の創刊40周年を記念として『ドラゴンボール』と『ONE PIECE』のコラボ体感ゲーム『ドラゴンボールZ×ONE PIECE バトル体感ゴムゴムのかめはめ波 〜おめぇの声でおらを呼ぶ〜』が発売された。ダイエットに効果的な『ベジータエアロビキャンプ』なども入っている。開発はコト、発売はバンダイ。

## 登場キャラクター
『Let's! TVプレイ ドラゴンボールZ』シリーズには、原作に登場したキャラクターの色違いオリジナル敵キャラクターが多数登場する。ただし色違いキャラクターに名称は付いていない。

### メインキャラクター
■バトル体感かめはめ波で登場したメインキャラクター。
- 孫悟空
- ベジータ
- ピッコロ
- ミスター・サタン

■バトル体感かめはめ波2で登場したメインキャラクター。
- 孫悟空
- ベジータ
- ピッコロ
- ゴジータ

■スカウターバトル体感かめはめ波で登場したメインキャラクター。
- 孫悟空
- ベジータ
- トランクス（剣）
- ゴジータ

■バトル体感ゴムゴムのかめはめ波で登場したメインキャラクター。
- 孫悟空
- モンキー・D・ルフィ
- ベジータ
- ロロノア・ゾロ

### パートナーキャラクター
■バトル体感かめはめ波2で登場したパートナーキャラクター。
- クリリン
- ヤムチャ
- 天津飯
- 餃子
- 孫悟飯
- トランクス（幼）
- トランクス（剣）
- 孫悟天
- ゴテンクス
- 界王神
- パイクーハン
- ミスター・サタン
- 亀仙人
- ブルマ
- フリーザ
- メカフリーザ
- 人造人間20号
- 人造人間16号
- セル
- 魔人ブウ（善）
- 魔人ブウ（純粋）
- 超一星龍
- ブロリー

■スカウターバトル体感かめはめ波で登場したパートナーキャラクター。
- クリリン
- ヤムチャ
- 天津飯
- 孫悟飯
- 孫悟天
- ゴテンクス
- ミスター・サタン
- 亀仙人
- ブルマ
- 人造人間16号
- キビト界王神
- グレートサイヤマン
- ビーデル
- チチ
- ヤジロベー
- ラディッツ
- バブルス
- ウーブ

■バトル体感ゴムゴムのかめはめ波で登場したパートナーキャラクター。
- ナミ
- サンジ
- ウソップ
- トニートニー・チョッパー
- ニコ・ロビン

### 敵キャラクター
■バトル体感かめはめ波で登場した主な敵キャラクター。
- 栽培マン
- ナッパ
- ベジータ
- ギニュー
- フリーザ
- 人造人間18号
- セルジュニア
- セル
- ダーブラ
- 魔人ブウ（善）
- 魔人ブウ（純粋）
- スーパーベビー2
- 超17号
- 超一星龍
- ブロリー

■バトル体感かめはめ波2で登場した主な敵キャラクター。
- 栽培マン
- ラディッツ
- ナッパ
- ベジータ
- グルド
- フリーザ
- メタルクウラ
- 人造人間17号
- 人造人間18号
- 人造人間16号
- セルジュニア
- セル
- ダーブラ
- 魔人ブウ（善）
- 魔人ブウ（純粋）
- 超一星龍
- ブロリー

■スカウターバトル体感かめはめ波で登場した主な敵キャラクター。
- 栽培マン
- ナッパ
- ベジータ
- ドドリア
- ザーボン
- フリーザ
- バトルジャケット
- セルジュニア
- セル
- 魔人ブウ（善）
- 魔人ブウ（純粋）
- マシンミュータント
- スーパーメガキャノンΣ
- メタルリルド
- スーパーベビー2
- 大猿ベビー
- 超17号
- 桃白白
- タンバリン
- ブロリー
- 超一星龍

■バトル体感ゴムゴムのかめはめ波で登場した主な敵キャラクター。
- フリーザ
- セル
- エネル
- サー・クロコダイル
- オーズ

## 評価
GAME Watchのライター・元宮秀介は、このゲームに対し肯定的な評価を与えている。元宮はこのゲームについて「魅力は、なんといっても孫悟空になりきって、かめはめ波を放ったり、敵と肉弾戦を演じられる点にある」と述べており、実際にかめはめ波で敵を攻撃するシーンは「『気持ちいい!』のひと言に尽きる」と記している。ドラゴンバンドの操作によりストーリーとは違った動きが体感できるミニゲームについても高く評価しており、総合的には「大人が遊んでも充分におもしろく、なおかつ配慮の行き届いた内容は、体感ゲームのひとつの到達点として、高く評価したい」と述べている。